# Eddie Wilkins
Eddie Lee Wilkins (Cartersville, Georgia, 7 de mayo de 1962) es un exjugador de baloncesto estadounidense que jugó en la década de 1980. Jugó en la NBA, en las ligas comerciales y también en España e Italia.

## Trayectoria deportiva

### Universidad
Wilkins jugó cuatro temporadas en la pequeña universidad de Garden Webb, donde promedió 18,7 puntos y 8,8 rebotes por partido compitiendo en la NAIA donde fue elegido “All-American”.

### Profesional

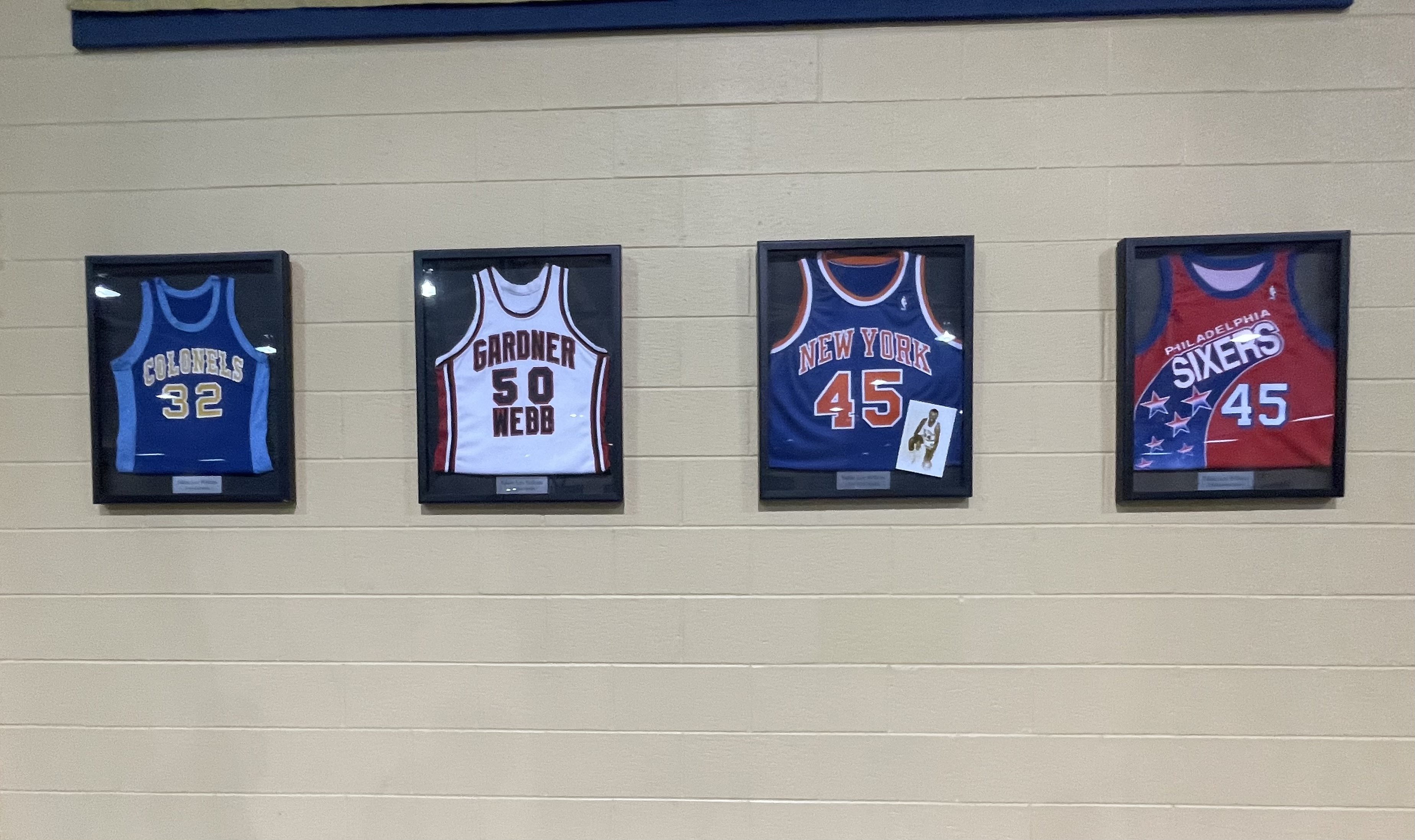
Colección de camisetas que usó Wilkins durante su carrera

Fue elegido en el draft de 1984 por New York Knicks, en la decimoséptima elección de la sexta ronda. A pesar de jugar bien en la “Princeton Summer League”, el único motivo por el que tanto Wilkins como Ken Bannister no fueron cortados fue la plaga de lesiones que sufrió el equipo. Los tres principales hombres altos de la franquicia, Bill Cartwright, Truck Robinson y Marvin Webster sufrieron graves lesiones en pretemporada que dejaron al equipo necesitado de pívots.
Eddie Lee Wilkins tuvo un gran debut en la NBA, cuando sustituyó al titular Pat Cummings por personales en el primer partido de la temporada y sumó 24 puntos y 10 rebotes en sólo 27 minutos de juego. Sin embargo, en el segundo partido se lesionó la rodilla y se perdió 15 partidos y su puesto en la rotación. En el verano de 1985 se rompió la rodilla definitivamente y no volvió a recuperar su nivel de juego. 
Wilkins alternó las ligas menores de la CBA y USBL hasta que firmó por el Forum Filatélico de Valladolid, donde se convirtió en el que era el fichaje más caro hasta el momento de la historia del club, con una ficha de 125.000 dólares. A pesar de promediar 20,9 puntos y 10,5 rebotes por partido, su rendimiento no fue satisfactorio y terminó siendo despedido antes del final de la primera vuelta. El club justificó su corte por su estado físico tras la lesión, mientras que el jugador culpó de lo sucedido al entrenador Mario Pesquera.
Durante el resto de su carrera, Eddie Lee Wilkins alternó las ligas menores (participó en el All-Star de la CBA en 1988) con temporadas en New York Knicks como suplente de Pat Ewing. También jugó una temporada en el Pallacanestro Varese, y terminó su carrera en Philadelphia 76ers. En total, jugó 322 partidos de fase regular y 15 de playoffs repartidos en seis temporadas en la NBA, y promedió 4,8 puntos y 3,1 rebotes en 11,8 minutos por partido.
Actualmente dirige la “Eddie Lee Wilkins Youth Association”, una organización de ayuda a los jóvenes situada en Georgia.

## Logros personales
- NAIA All-American en 1984
- All-Star de la CBA en 1988